# Ácido piválico
Ácido piválico é um ácido carboxílico com fórmula molecular (CH3)3CCO2H. Este composto orgânico incolor e odorífero é sólido a temperatura ambiente.

## Preparação

### Rota industrial
Ácido piválico é preparado por “hidrocarboxilação” do isobuteno via a reação de Koch:
(CH3)2C=CH2  +  CO  +  H2O   →   (CH3)3CCO2H
Tais reações requerem um catalisador ácido tal como o fluoreto de hidrogênio.